# Coulonges-sur-l'Autize
Coulonges-sur-l'Autize là một xã trong tỉnh Deux-Sèvres trong vùng Nouvelle-Aquitaine ở phía tây nước Pháp. Xã này nằm ở khu vực có độ cao trung bình 83 mét trên mực nước biển.